# Губкин, Георгий Никитович
Георгий Никитович Губкин (1919—2003) — полковник Советской Армии, участник Великой Отечественной войны, Герой Советского Союза (1945).

## Биография
Георгий Губкин родился 10 апреля 1919 года в селе Семидомка (ныне — Константиновский район Амурской области) в семье крестьянина. Окончил среднюю школу в Благовещенске, работал учителем в сельской школе. В августе 1941 года Губкин был призван на службу в Рабоче-крестьянскую Красную Армию. В 1942 году он окончил Хабаровское военное пехотное училище. С июля 1942 года — на фронтах Великой Отечественной войны. Принимал участие в Сталинградской и Курской битвах, освобождении Харькова, Белорусской ССР. Участвовал в боях на Воронежском, Западном и 3-м Белорусском фронтах. Четыре раза был ранен и контужен. К августу 1944 года капитан Георгий Губкин командовал 2-м батальоном 297-го стрелкового полка 184-й стрелковой дивизии 5-й армии 3-го Белорусского фронта. Отличился в сражениях на территории Литовской ССР.
17 августа 1944 года в боях в районе города Кудиркос-Науместис батальон Губкина прорвал мощную немецкую оборону и, преследуя отходящего противника, первым в Красной Армии вышел к государственной границе с Германией.
Указом Президиума Верховного Совета СССР от 24 марта 1945 года за «совершение героического подвига в боях с немецкими захватчиками» капитан Георгий Губкин был удостоен высокого звания Героя Советского Союза с вручением ордена Ленина и медали «Золотая Звезда» за номером 7117.
Участвовал в советско-японской войне. В 1949 году Губкин окончил Военную академию имени Фрунзе. В 1962 году в звании полковника он был уволен в запас. Проживал в городе Химки Московской области, работал старшим инженером Министерства машиностроения СССР. Умер 10 июля 2003 года, похоронен на Новолужинском кладбище в Химках.
Был также награждён орденами Красного Знамени, Богдана Хмельницкого 3-й степени, Александра Невского, Отечественной войны 1-й и 2-й степеней, Красной Звезды, рядом медалей, а также американским орденом. Почётный гражданин городов Шакяй и Кудиркос-Науместис.
Бюст Губкина установлен в его родном селе.